# San Martín de Lodón
San Martín de Lodón  (asturisch Samartín) ist eine Parroquia und ein Ort in der Gemeinde Belmonte de Miranda der Autonomen Region Asturien im Norden Spaniens.
Die 191 Einwohner (2011) leben auf einer Fläche von 8,38 km². Belmonte, der Verwaltungssitz der Gemeinde, ist über die „AS-227“ in 10,00 km zu erreichen.

## Dörfer und Weiler in der Parroquia
| Name                | Asturisch | Einwohner 2011 | Koordinaten                 |
| ------------------- | --------- | -------------- | --------------------------- |
| Fontoria            | Fontouria | 31             | 43° 20′ 6″ N, 6° 12′ 15″ W  |
| Longoria            | Llongoria | 32             | 43° 21′ 7″ N, 6° 11′ 22″ W  |
| Oviñana             | Ouviñana  | 28             | 43° 21′ 7″ N, 6° 12′ 17″ W  |
| San Cristóbal       |           | 55             | 43° 20′ 35″ N, 6° 12′ 6″ W  |
| San Martín de Lodón | Samartín  | 18             | 43° 20′ 58″ N, 6° 11′ 46″ W |
| Villanueva          |           | 25             | 43° 21′ 23″ N, 6° 12′ 35″ W |

## Sehenswürdigkeiten
- Pfarrkirche San Bartolomé